# Joseph Guy Gauvreau
Joseph Guy Gauvreau, kanadski general, * 1915, † 1989.